# Yūko Takeuchi
Yūko Takeuchi (竹内 結子 Takeuchi Yūko?,  Saitama, Japón, 1 de abril de 1980 - Shibuya, Tokio, 27 de septiembre de 2020) fue una actriz japonesa, afiliada a Stardust Promotion. Takeuchi fue una de las actrices más conocidas de Japón, habiendo aparecido en numerosas series de televisión, películas y comerciales.

## Vida personal
En junio de 2005, Takeuchi contrajo matrimonio con el también actor Nakamura Shidō II, con quien había protagonizado la película Ima, Ai ni Yukimasu. La pareja le dio la bienvenida a su primer hijo, un varón, en noviembre del mismo año. Takeuchi y Nakamura se divorciaron en febrero de 2008, habiéndose separado en 2006. La custodia de su hijo le fue dada a Takeuchi.
El 27 de febrero de 2019, Takeuchi contrajo nuevamente matrimonio con el actor Taiki Nakabayashi. El 28 de agosto de 2019, Takeuchi anunció que se encontraba embarazada de su segundo hijo. Su segundo hijo, otro varón, nació a finales de enero de 2020.

### Muerte
El 27 de septiembre de 2020, Takeuchi fue encontrada inconsciente en su hogar en Shibuya por su esposo. Takeuchi fue rápidamente trasladada al hospital, donde fue declarada muerta. La causa de su muerte fue confirmada como suicidio por ahorcamiento.

## Filmografía

### Televisión
- Cyborg (1996, Fuji TV)
- Nice Guy (1997, Fuji TV)
- Shin-D (1997, NTV)
- Frozen Summer (1998, NTV) como Junko Moriguchi
- Setsunai (1998, TV Asahi)
- Dangerous Police Forever (1998, NTV) como Asuka Fubuki
- Kantaro Terauchi's Family in autumn 1998 (1998, TBS) como Misuzu Kawachi
- Nanisama (1998, TBS) como Yuri Kimura
- Romance (1999, NTV) como Kotoe Kurasawa
- Asuka (1999, NHK Asadora) como Asuka Miyamoto
- Friends (2000, TBS) como Miyuki Matsuno
- Stories of 100 Years (2000, TBS) como Toshiko Nagai
- Style! (2000, TV Asahi) como Shiori Sakakibara
- A White Shadow (2001, TBS) como Noriko Shimura
- Mukodono! (2001, Fuji TV) como Sakura Arai
- School Teacher (2001, TBS) como Motoko Asakura
- Lunch no Joō (2002, Fuji TV) como Natsumi Mugita
- The Law of the Smile (2003, TBS) como Yumi Kurasawa
- Autumn in Warsaw (2003, YTV) como Yoko Aoki
- Pride (2004, Fuji TV) como Aki Murase
- New York Love Story (2004, Fuji TV) como Eiko Fujikura
- Fukigen na Jiin (2005) como Yoshiko Aoi
- Bara no nai Hanaya (2008) como Miou Shirato
- FlashForward (2009, ABC) como Keiko Arahida
- Natsu no Koi wa Nijiiro ni Kagayaku (2010) como Shiori Kitamura
- Strawberry Night (2012) como Reiko Himekawa
- Cheap flight (2013)
- Sanada Maru (2016, NHK) como Yodo-dono
- Kamoshirenai Joyū tachi (2016, Fuji TV) como Ella misma
- A Life (2017, TBS) como Mifuyu Danjō
- Miss Sherlock (2018, Hulu, HBO) como Miss Sherlock
- Innocent Days (2018, WOWOW)

### Películas
- Innocent World (1998) – Ami
- Ringu (1998) – Tomoko Oishi
- Big Show! Sing in Hawaii (1999) – Satomi Takahashi
- Night of the Shooting Star (2003) – Kana Aoshima
- Yomigaeri (2003) – Aoi Tachibana
- Tengoku no Honya (2004) – Shoko Hiyama / Kanako Nagase
- Ima, Ai ni Yukimasu (2004) – Mio Aio
- Haru no Yuki (2005) – Satoko Ayakura
- A Dog on Sidecar (2007) – Yōko
- The World According to Chocolat (2007) – Chocolat
- Closed Note (2007) – Ibuki Mano
- Midnight Eagle (2007) – Keiko Arisawa
- The Glory of Team Batista (2008) – Kimiko Taguchi
- The Triumphant of General Rouge (2009) – Kimiko Taguchi
- No more cry (2009) – Tetsuko Yamagishi
- Golden Slumbers (2010) – Haruko Higuchi
- Flowers (2010) – Kaoru
- Boku to tsuma no 1778 no monogatari (2011) – Setsuko
- Suteki na Kanashibari (2011)
- Hayabusa (2011, 20th Century Fox) – Megumi
- Cape Nostalgia (2014)[12]
- Creepy (2016) – Yasuko Takakura
- Tono, Risoku de Gozaru! (2016) – Toki
- Zan'e: Sunde wa ikenai heya (2016) – I

### Narración
- Wonderful Spaceship Earth (2002, TV Asahi)
- If the World is 100 Villages 6 (2009, TV Fuji)
- The Nonfiction (2010, TV Fuji)
- Eko's manners (2011, BS Asahi)

### Doblaje
- Inside Out - Alegría
- Titanic (2001, edición de Fuji TV) - Rose DeWitt Bukater (Kate Winslet)